# Marek Gaszyński
Marek Piotr Gaszyński (ur. 14 czerwca 1939 w Warszawie, zm. 15 stycznia 2023 tamże) – polski dziennikarz i prezenter muzyczny, autor tekstów ponad 150 piosenek oraz autor książek o tematyce muzycznej. Znawca historii polskiej muzyki rozrywkowej.

## Życiorys
Urodził się w rodzinie Leszka (zm. 2001), inżyniera elektryka, i Felicji Anny z Duszyńskich. W latach 1947–1950 uczęszczał do szkoły powszechnej w Gdańsku-Wrzeszczu. Edukację kontynuował w Warszawie w Szkole Podstawowej, a następnie 28 Liceum Ogólnokształcącym przy ul. Wiktorskiej 99. W 1958 r. zdał maturę. Ukończył socjologię na Wydziale Filologicznym Uniwersytetu Warszawskiego.
Pracę dziennikarską rozpoczął w Rozgłośni Harcerskiej. 8 grudnia 1958 r. z kolegą z liceum, Witoldem Pogranicznym, poprowadzili swą pierwszą audycję w radio pt. „30 minut rytmu”, tematem której był Louis Armstrong. Pod koniec 1963 r. otrzymał propozycję robienia audycji muzycznych do nowo powstałego Programu III PR. Tworzył audycje muzyczne dla radia, a także pisał artykuły związane z tą tematyką drukowane w prasie codziennej oraz muzycznej. Audycje Programu III PR autorstwa bądź z udziałem Marka Gaszyńskiego: „Piosenki jakich nie było”, „Mój magnetofon”, „Mój program na antenie”, „Przebój za przebojem”, „Klub Stereo”, „Muzyczna poczta UKF”, „Muzyczne biografie”, „Nowe, nowsze i najnowsze”, „Dobre głosy, dobre piosenki”, „Niedziela będzie dla nas”, „Zapraszamy do trójki”, „W to mi graj”, „Muzyka młodych”. Z Programem III PR był związany do 13 grudnia 1981 r. (do wprowadzenia stanu wojennego). Od 17 stycznia 1982 r. pracował w Programie II PR, prowadząc audycje: „Klub Stereo”, „Muzyczne biografie”, „Wieczór płytowy”, „Godzina w stylu Country”, „Muzyka młodych”, „Głosy, instrumenty, nastroje”. Od 1993 r. w Programie I PR prowadził m.in. audycje: „Wieczór z jedynką” i „Magazyn muzyki młodzieżowej – Studio Rytm”.
W latach 1970–1976 był także prezenterem dyskotekowym. W latach 80. i 90. był autorem pytań i ekspertem w teleturnieju „Wielka gra”.
W latach 2006–2007 był prezesem warszawskiego Radia dla Ciebie.
Od 1964 r. pisał teksty piosenek dla popularnych wykonawców muzyki rozrywkowej (czasami pod pseudonimami: A. Fala, Jan Tomasz). Pierwszą piosenką, jaką napisał, był napisany do muzyki Czesława Niemena utwór Czy wiesz. Piosenki z jego tekstami usłyszeć można w wykonaniu m.in. takich artystów, jak: Aldona Orłowska, Bogdan Czyżewski, Bogusław Mec, Breakout, Czerwone Gitary, Czesław Niemen, Halina Frąckowiak, Helena Majdaniec, Gang Marcela, Jerzy Grunwald, Krzysztof Klenczon, Maciej Kossowski, Niebiesko-Czarni, Polanie, Respekt, Tadeusz Woźniak, Test, Wojciech Gąssowski, Wojciech Skowroński.
Utwory z tekstami Marka Gaszyńskiego ukazały się na płytach Nie zadzieraj nosa, przeboje Marka Gaszyńskiego (z roku 1993) oraz 40 lat z Polskim Radiem i piosenką (z roku 2003).
W 2008 r. wydał napisany trzynastozgłoskowcem utwór poetycki Pan Tadeusz Jazz, czyli krajobraz po bitwie. Historia polskiego jazzu z lat 1945–1959 w sześciu księgach wierszem.
W 2011 r. ukazał się debiut powieściowy Marka Gaszyńskiego pt. Teoria zbrodni uprawnionej.
Zmarł w Warszawie, urnę z prochami złożono w rodzinnym grobowcu na cmentarzu Powązkowskim (kwatera 188-3-3,4).

## Wybrane piosenki
- A panu już dziękujemy (muz. i wyk. Krzysztof Cwynar)
- Ale jeszcze chce się śpiewać (muz. Zbigniew Dziewiątkowski, wyk. Tercet Egzotyczny)
- Allilah (muz. i wyk. Czesław Niemen)
- Barwy jesieni (muz. Seweryn Krajewski, wyk. Czerwone Gitary)
- Biała kartka (muz. i wyk. Seweryn Krajewski)
- Biała zima na dalekiej stacji kolejowej (muz. Maciej Małecki, wyk. Fryderyka Elkana)
- Biały wiatr (muz. Antoni Kopff, wyk. Partita)
- Bilet w pierwszym rzędzie (muz. i wyk. Jerzy Rybiński, sł. także Leon Franciszek Sęk)
- Cały maj (muz. Antoni Kopff, wyk. Respekt)
- Cały świat jest mały tak (muz. Karolina Ingleton, muz. Irena Jarocka)
- Chciałeś wszystko zmienić (muz. i wyk. Helena Majdaniec)
- Coś (muz. Krzysztof Klenczon, wyk. Trzy Korony)
- Czy słyszysz co mówię (Posłuchaj, co ci powiem; muz. Seweryn Krajewski, wyk. Czerwone Gitary, potem Bogusław Mec)
- Czy wiesz (muz. i wyk. Czesław Niemen)
- Czym byłby świat bez ciebie (muz. Janusz Popławski, wyk. Ada Rusowicz i Niebiesko-Czarni)
- Daj mi przyszłość (muz. i wyk. Kuba Sienkiewicz)
- Daleko przed siebie (muz. Krystyna Prońko, wyk. Respekt)
- Daleka rzeko (muz. i wyk. Krzysztof Klenczon)
- Dawno i daleko (muz. Seweryn Krajewski, sł. także Bogdan Loebl, wyk. Czerwone Gitary)
- Dogoni nas tylko wiatr (muz. Michał Krasicki, wyk. Andrzej Rosiewicz i Pesymiści)
- Dogonić ciszę (muz. i wyk. Jerzy Grunwald)
- Dotyk sławy (muz. Mirosław Suliga, wyk. Mirosław Suliga i Wędrowne Gitary)
- Droga pełna słońca (muz. i wyk. Krzysztof Klenczon)
- Dzika i szalona (muz. Bogdan Lewandowski, wyk. Lidia Stanisławska)
- Dziura (muz. Antoni Kopff, wyk. Respekt)
- Gdzie się podziały tamte prywatki (1989, muz. Ryszard Poznakowski, wyk. Wojciech Gąssowski)
- Gitara i ja (muz. Mateusz Święcicki, wyk. Bogdan Czyżewski)
- Górnik gola! (muz. Antoni Kopff, wyk. Respekt)
- Idę tam, gdzie muzyka gra (muz. Eugeniusz Polok, wyk. Aldona Orłowska)
- Idziesz jak burza (muz. Jan Wojdak, wyk. Wawele & Jan Wojdak)
- Jaki kolor wybrać chcesz (muz. Marian Zimiński, wyk. Czesław Niemen)
- Jedna mała łza (muz. Robert Janson, wyk. Andrzej Cierniewski)
- Jesień idzie przez park (muz. Krzysztof Klenczon, sł. także Bogdan Loebl. wyk. Czerwone Gitary)
- Jest taka jedna klasa (muz. Mirosław Suliga)
- Jest taka niespodzianka (muz. Marceli Robert Trojan, wyk. Gang Marcela)
- Jeszcze swój egzamin zdasz (muz. Marian Zimiński, wyk. Czesław Niemen)
- Klęcząc przed tobą (muz. i wyk. Czesław Niemen)
- Kocha, kłamie, żartuje (muz. Jerzy Jarosław Dobrzyński, wyk. Marlena Drozdowska)
- Kochany, Słodki Drań (muz. Eugeniusz Polok, wyk. Aldona Orłowska)
- Księżyc nad Tatrami (muz. Marek Sewen, Ireneusz Prożalski, wyk. Portrety)
- Lato 72-go (muz. Jan Adam Laskowski, wyk. Janusz Laskowski)
- Lubię spokój  (muz. Piotr Gardecki, wyk. Iwona Niedzielska i Marek Fijałkowski)
- Mocno świeczka pali się (muz. Ryszard Kniat, wyk. Krzysztof Krawczyk)
- Na niebie krzyż południa (muz. Seweryn Krajewski, wyk. Czerwone Gitary)
- Narodziny miłości (muz. i wyk. Czesław Niemen)
- Nie zadzieraj nosa (1966, muz. Seweryn Krajewski, wyk. Czerwone Gitary)
- Ojciec żył, tak jak chciał (muz. Marceli Robert Trojan, wyk. Gang Marcela)
- Ostrożnie, to moje serce (muz. Natalia Sikora, Paweł Stankiewicz, wyk. Natalia Sikora)
- Piekło i niebo (muz. Włodzimierz Wander, wyk. Nowi Polanie)
- Płyń moja Melodio (muz. Bernard Sołtysik, wyk. Gayga)
- Pożegnanie z gitarą na zawsze (muz. Krzysztof Klenczon)
- Proszę przebacz (muz. i wyk. Czesław Niemen)
- Przed pierwszym balem (muz. Seweryn Krajewski, wyk. Czerwone Gitary)
- Są takie chwile (muz. Antoni Kopff, sł. także Bogdan Loebl; wyk. Partita)
- Sen o Warszawie (1966, muz. i wyk. Czesław Niemen)[13]
- Siódma Pięć (muz. Janusz Piątkowski, wyk. Andrzej Cierniewski)
- Stracić kogoś (muz. Seweryn Krajewski, wyk. Czerwone Gitary)
- Szukam tamtej wiosny (muz. Krzysztof Klenczon, wyk. Czerwone Gitary)
- Śledztwo zakochanego (muz. Seweryn Krajewski, wyk. Czerwone Gitary)
- Śmigła Diana (muz. Krzysztof Klenczon, wyk. Trzy Korony)
- Teraz Easy (muz. Janusz Piątkowski, wyk. Don Vasyl)
- Totalnie (muz. Robert Kalicki, Krzysztof Czub, wyk. Andrzej Cierniewski)
- Tuż przed zachodem słońca (muz. Seweryn Krajewski, wyk. Czerwone Gitary)
- Twoje imię śpiewa las (muz. Zbigniew Namysłowski, sł. także Bogdan Loebl; wyk. Marianna Wróblewska)
- Uciekłaś mi na drugą stronę (muz. Wojciech Kacperski, wyk. Jacek Lech)
- Walcz o życie (muz. Dariusz Kozakiewicz, wyk. Test)
- Wiem dokąd idę (muz. Marek Stefankiewicz, wyk. Halina Frąckowiak)
- Więc jesteś tu (muz. i wyk. Krzysztof Klenczon)
- Wołanie przez Dunajec (muz. Tadeusz Nalepa, wyk. Breakout)
- Wszystko za nami (muz. Jerzy Grunwald, wyk. Jerzy Grunwald i En Face)
- Wybacz mi wszystko (muz. Mirosław Suliga)
- Z obłoków na ziemię (muz. Krzysztof Klenczon, wyk. Czerwone Gitary)
- Za mną nie oglądaj się (muz. i wyk. Halina Frąckowiak)
- Życie jest podróżą (muz. Zbigniew Dziewiątkowski, wyk. Tercet Egzotyczny)

## Publikacje
- Muzyka, którą lubię, Warszawa 1980, Krajowa Agencja Wydawnicza
- Woodstock ’94 – Oficyna YPSYLON Sp. z o.o., Warszawa 1995, ISBN 83-85135-49-9
- Zagadki – muzyka rozrywkowa, Warszawa 1996, wyd. Alfa-Wero, ISBN 83-7001-998-6
- Czas jak rzeka (2004)
- Czerwone Gitary. Nie spoczniemy (2005)
- Fruwa twoja marynara (2006), Prószyński i S-ka, ISBN 83-7469-427-0
- Mocne uderzenie. Czerwono-czarni. Niebiesko-czarni (2008), Prószyński i S-ka, ISBN 978-83-7469-692-0
- Pan Tadeusz Jazz czyli krajobraz po bitwie (2008), Wydawnictwo Trio, ISBN 978-83-7436-164-4
- Człowiek do wynajęcia. Wyspa (2008)
- Teoria zbrodni uprawnionej (2011), Wydawnictwo Nowy Świat, ISBN 978-83-7386-414-6[10]
- Niepokonani (2012)
- Cudowne Lata. Moja historia rock and rolla w Polsce (2013)
- Niemen. Czas jak rzeka – książka audio na 2 CD
- Śmierć Artysty (2013), Wydawnictwo Świat Książki, ISBN 978-83-7943-296-7

## Filmografia
- Historia polskiego rocka (2008, film dokumentalny, reżyseria: Leszek Gnoiński, Wojciech Słota)

## Ordery i odznaczenia
- Krzyż Oficerski Orderu Odrodzenia Polski (2015)[14]
- Złoty Medal „Zasłużony Kulturze Gloria Artis” (2020)[15]
- Srebrny Medal „Zasłużony Kulturze Gloria Artis” (2013)[15]
- Brązowy Medal „Zasłużony Kulturze Gloria Artis” (2005)[15]
- Medal Stowarzyszenia Autorów ZAiKS (2009)[16]
- Odznaka Honorowa Zasłużonego dla Warszawy (2018)[17]

## Nagrody i wyróżnienia
- Stypendium Departamentu Stanu (USA, 1980)[6]
- I Nagroda w konkursie „Od Opola do Opola” na XXV KFPP w Opolu (1988)[18]
- Nagroda Grand Prix łódzkiej Fundacji Melomani (2006)[19]
- Nagroda specjalna Ministra Kultury i Sztuki za książkę Pan Tadeusz Jazz czyli krajobraz po bitwie (2008)
- Nagroda Specjalna Radiofon (2013)
- Doroczna Nagroda Ministra Kultury i Dziedzictwa Narodowego (2013)
- Nagroda Ministra Kultury i Dziedzictwa Narodowego w dziedzinie Upowszechniania kultury (2013)
- Nagroda Marszałka Województwa Mazowieckiego (2013)
- Nagroda Honorowa IKONA FESTIWALU przyznana przez Prezesa Telewizji Polskiej S.A., Prezydenta Miasta Opola i Dyrektora Muzeum Polskiej Piosenki w Opolu podczas 50. KFPP w Opolu (2013)
- Nagroda Stowarzyszenia Artystów Wykonawców Polskich na 55-lecie pracy artystycznej (2014)
- Nagroda Specjalna Stowarzyszenia Autorów ZAiKS (2014)[16]
- Nagroda 100-lecia Stowarzyszenia Autorów ZAiKS (2018)[16]
- Nagroda Klubu Dobrej Muzyki za wybitne osiągnięcia w dziedzinie poezji, prozy, tekstów piosenek, za całokształt propagowania kultury muzycznej (2018)
- Nagroda Miasta Stołecznego Warszawy (2018)[17]
- Nagroda im. Cypriana Kamila Norwida - nagroda „Dzieło Życia” za całokształt twórczości (2020)
- II miejsce w plebiscycie „Złota Trójka Polskiej Piosenki” dla autora tekstu za utwór Sen o Warszawie - Związek Polskich Autorów i Kompozytorów „ZAKR” (2020)
- Wawrzyn Mowy Polskiej (2021)
- „Kryształowy Kamerton 2021” - nagroda Muzeum Polskiej Piosenki w Opolu, Festiwalu Polskiej Piosenki za tekst utworu Od czego zima się zaczyna (2021)

## Galeria

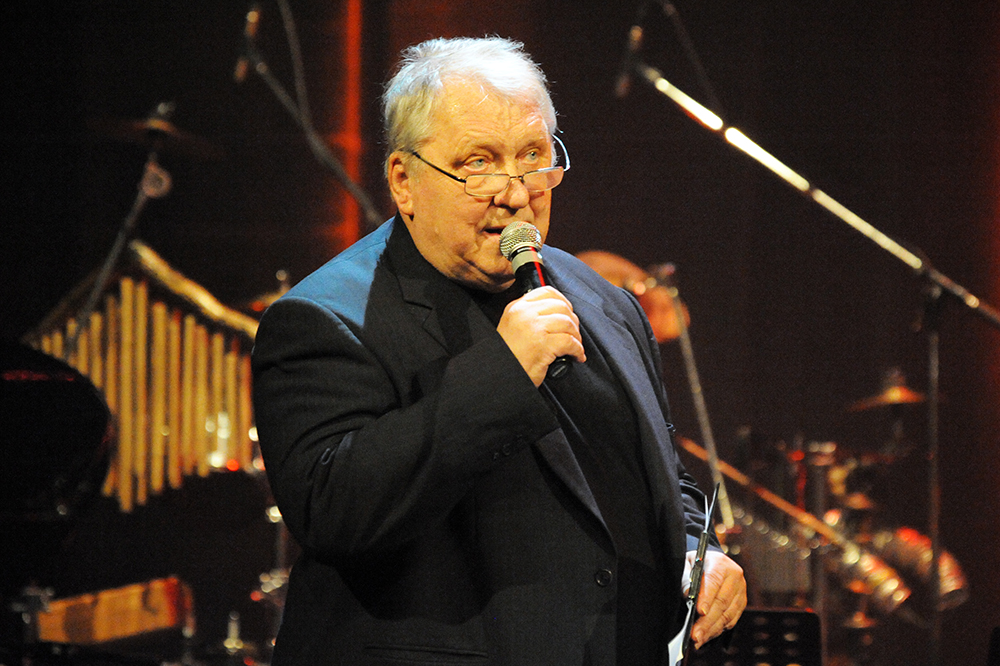
Marek Gaszyński zapowiada koncert w ramach Jazz Jamboree 2010 w Warszawie.
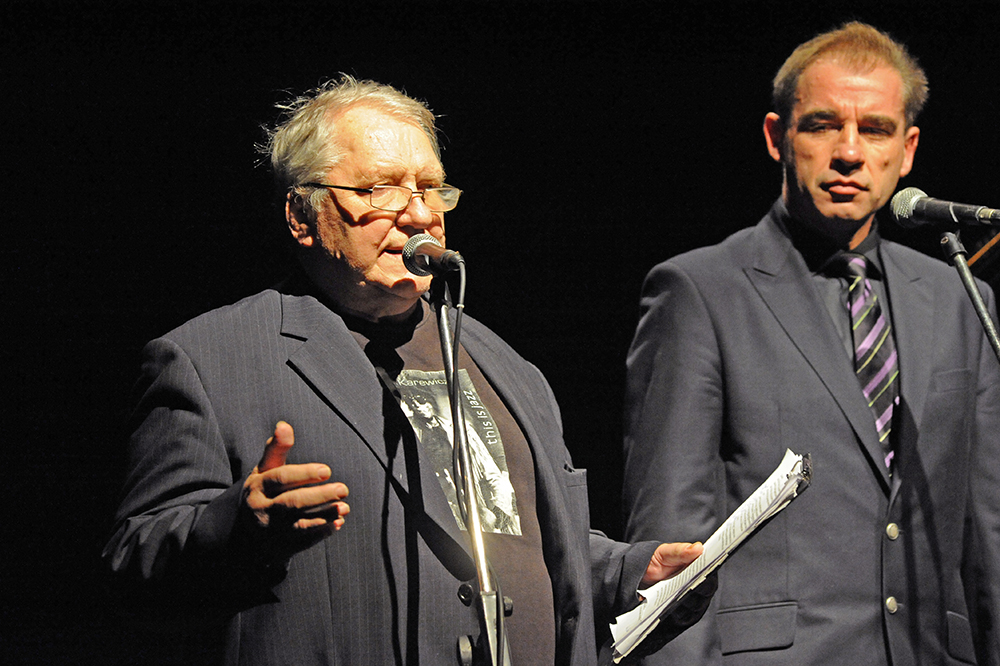
Marek Gaszyński w czasie koncertu Dzień Szakala  dla wsparcia Tomasza Szukalskiego w listopadzie 2010 r.
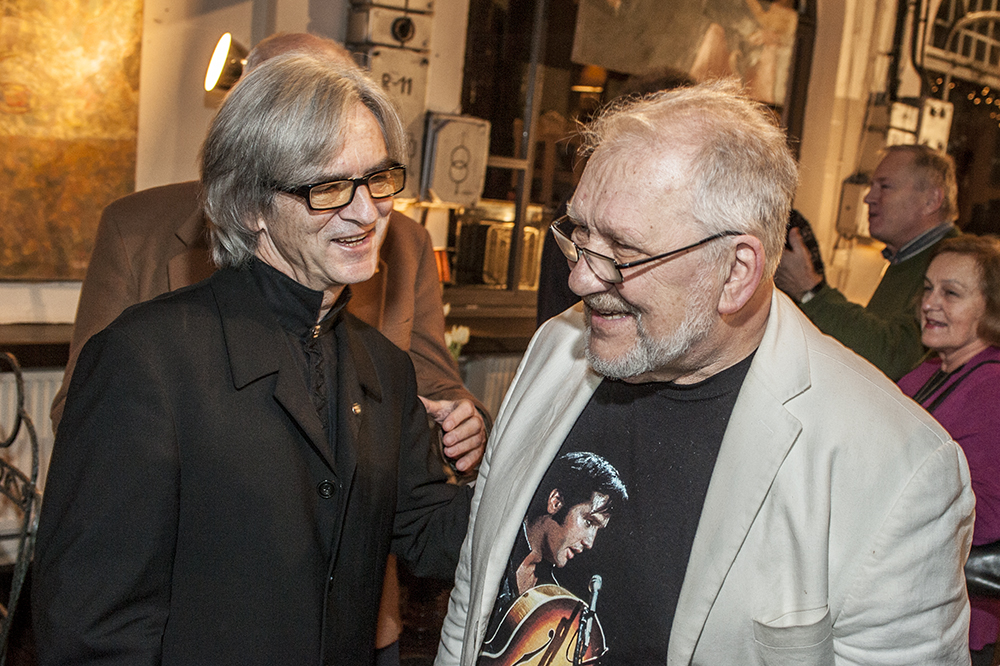
Marek Gaszyński na wernisażu Marka Ałaszewskiego w Warszawie, styczeń 2012 r.
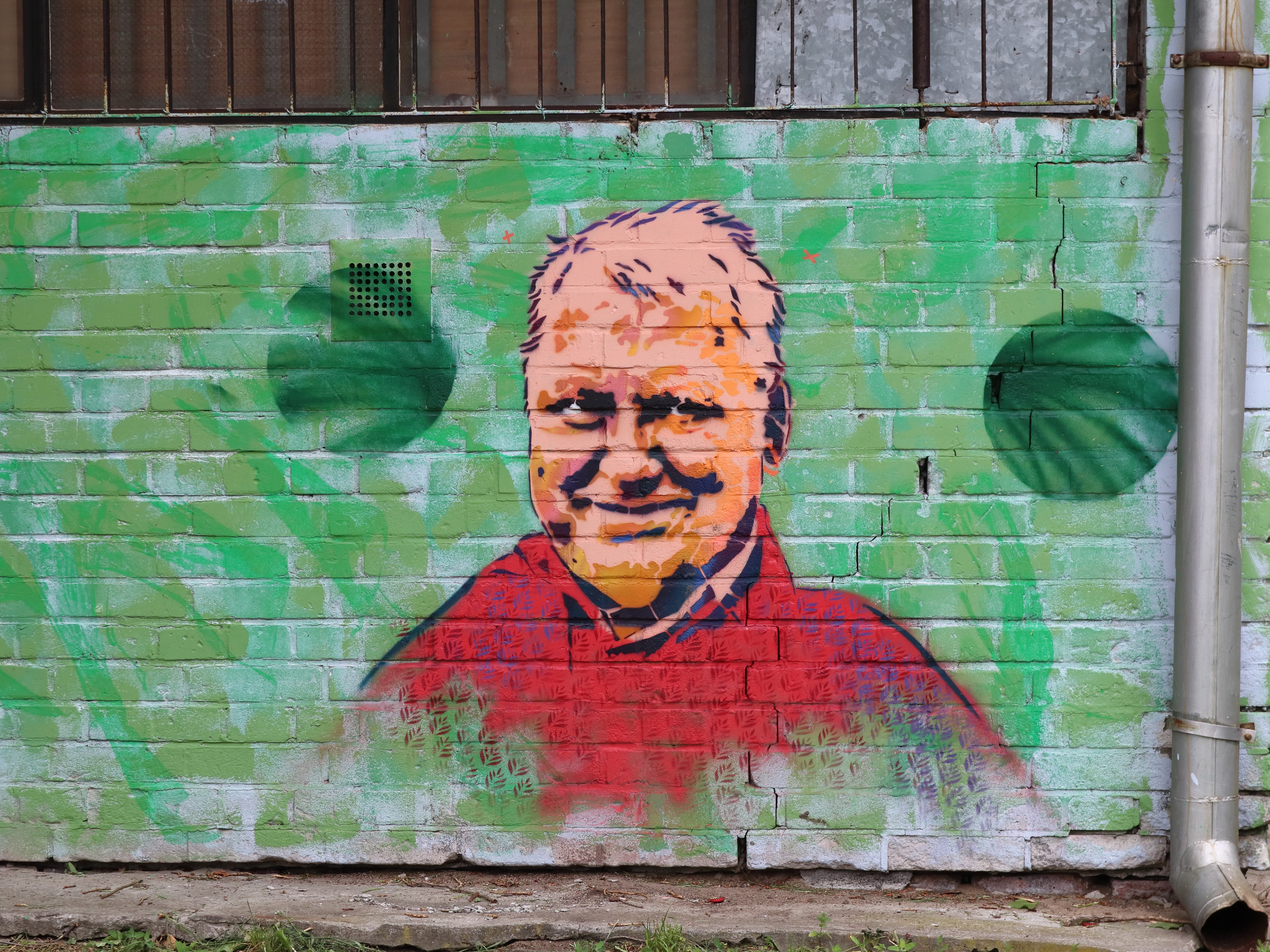
Mural w Warszawie na ul. Smoczej
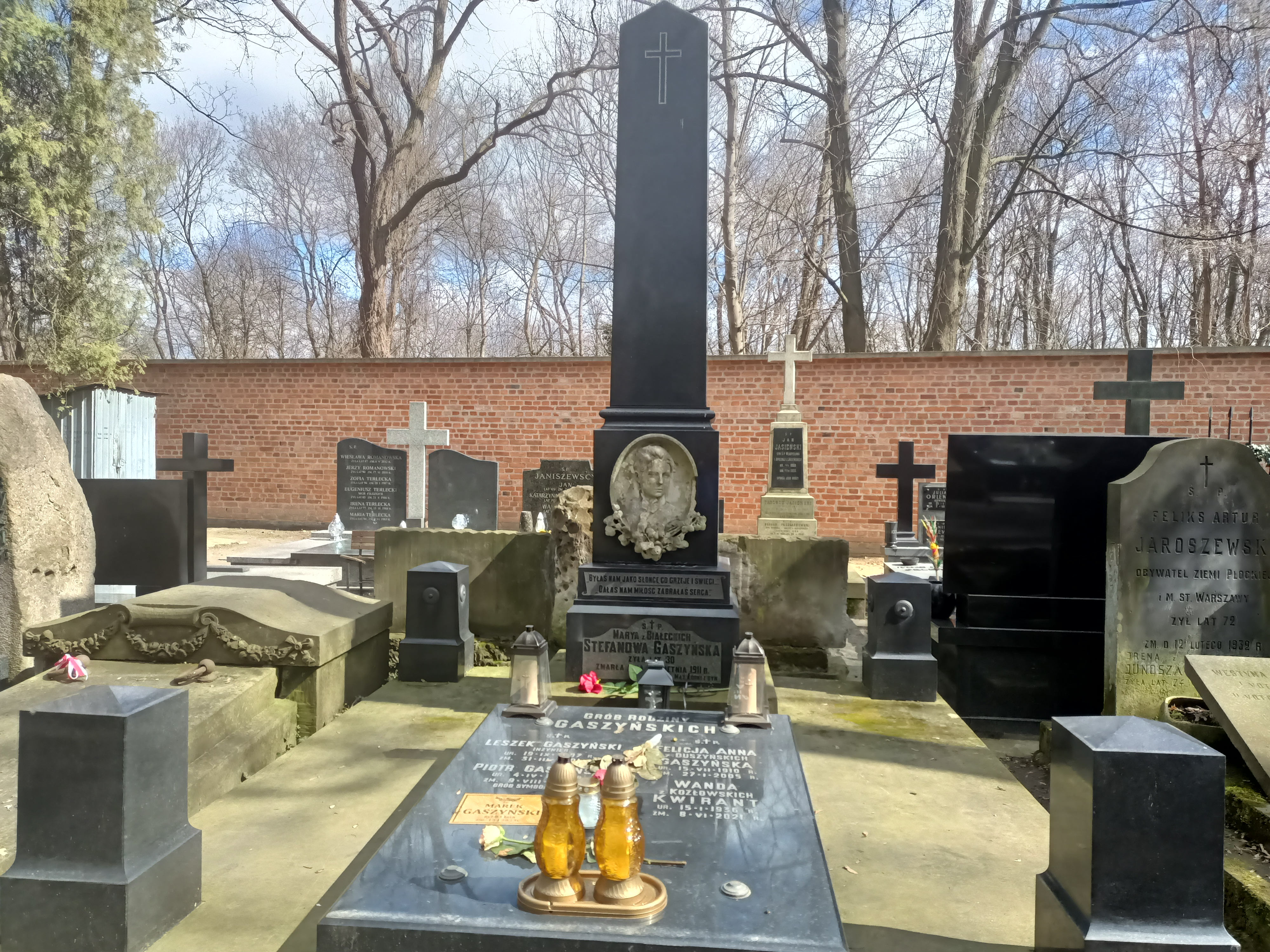
Grób Marka Gaszyńskiego na cmentarzu Powązkowskim